# Ariadna Chenguelaïa
Ariadna Vsevolodovna Chenguelaïa (Ариа́дна Все́володовна Шенгела́я), née Sprinck le 13 janvier 1937 à Tachkent est une actrice russe et soviétique  de théâtre et de cinéma. Elle a été nommée artiste du peuple de la république socialiste soviétique de Géorgie (1979) et de la fédération de Russie (2000).

## Biographie
Ariadna Chenguelaïa (née Sprinck) naît à Tachkent d'un père économiste, Vsevolod Edouardovitch Sprinck, de nationalité allemande et de citoyenneté soviétique, et d'une mère de nationalité russe et de citoyenneté soviétique, Anna Pavlovna Lioubimova.
Elle est diplômée en 1960 du VGIK dans la classe de Vladimir Belokourov. Elle tourne tout de suite le rôle-titre du film Eugénie Grandet de Sergueï Alexeïev, ayant joué auparavant des petits rôles. Elle est intégrée à la troupe du Théâtre dramatique russe Griboïedov de Tbilissi en république socialiste soviétique de Géorgie et travaille pour les studios de production Grouzia-film. Elle est fort appréciée du réalisateur Akaki Khovary.
À partir de 1980, elle fait partie des acteurs du Studio cinématographique Gorki.

## Famille
- Père : Vsevolod Edouardovitch Sprinck (1900-1965), économiste, traducteur.
- Premier époux : Eldar Nikolaïevitch Chenguelaïa (né en 1933), réalisateur 
  - Fille : Natalia (dite Nato) Eldarovna Chenguelaïa (née en 1958), actrice
  - Fille : Ekaterina (dite Katia) Eldarovna Chenguelaïa (née en 1967)
- Second époux : Igor Koptchenko (1946-2003), acteur, doubleur[4].

## Filmographie partielle
- 1957 : Ekaterina Voronina: Irina (début au cinéma)
- 1958 : Eugène Onéguine: Tatiana Larina
- 1959 : Les Nuits blanches 
: la fille dans les rêves de danse
- 1960 : Eugénie Grandet: Eugénie Grandet
- 1960 : Je t'aime, la vie: Lena  — Лена Топилина
- 1960 : Attention, grand-mère !: Lena, directrice de la maison de la culture
- 1962 : Le Jugement des fous
- 1964 : La Caravane blanche: Maria
- 1964 : Le Bracelet de grenats: la princesse Véra
- 1966 : Le Coup de pistolet: la comtesse
- 1966 : Une année aussi longue que la vie: Jeannette
- 1969 : Ne sois pas triste: la princesse
- 1970 : Franz Liszt, rêves d'amour: la princesse Wittgenstein
- 1971 : Goya, l'hérétique: Josefa
- 1973 : Talents et Admirateurs:  l'artiste invitée
- 1995 : La Demoiselle-paysanne: Arina Petrovna
- 1997 : Le Portrait magique: la magicienne
- 2002 : Baby Yar: la femme du Khan